# Haus Lützinghausen

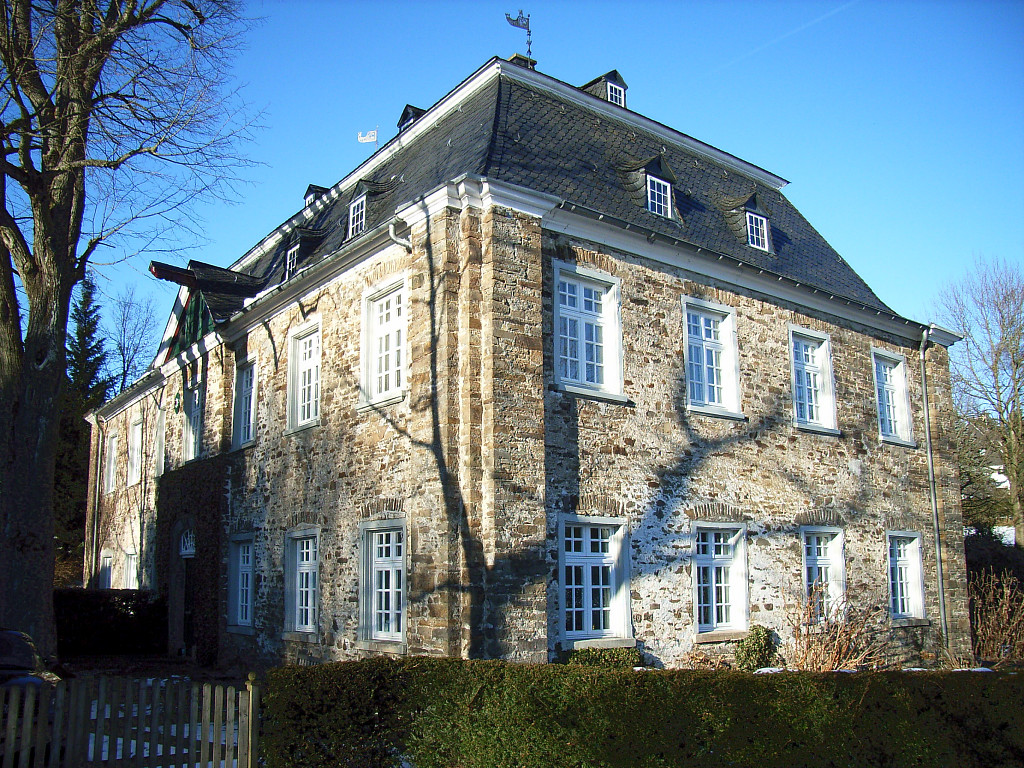
Haus Lützinghausen, Ansicht von Süden

Das Haus Lützinghausen ist ein Herrenhaus im gleichnamigen Ortsteil der Stadtgemeinde Gummersbach im Oberbergischen Kreis in Nordrhein-Westfalen. Das Gebäude wurde ab 1733 von Johann Theodor Caspar von Omphal und dessen Frau Anna Klara von Neuhoff neben einem älteren Vorgängerbau errichtet. Es steht als Baudenkmal unter Denkmalschutz.

## Beschreibung

Grundriss des Erdgeschosses

Der zweigeschossige, massive Bruchsteinbau weist an seinen Längsseiten sieben, an den Schmalseiten vier Fensterachsen auf und wird von einem ebenfalls zweigeschossigen Mansarddach gedeckt. Neben dem gegliederten Dach (5 zu 2 und 3 zu 1 Fensterachsen) sind besonders die kräftigen kannelierten Ecklisenen auffällig. Der Eingang an der westlichen Langseite befindet sich in einem spitzgiebelig bekrönten, einachsigen Mittelrisalit. Über der schlichten Haustür findet sich das steinerne Allianzwappen der Familien Omphal und Neuhoff. Dieses Motiv wiederholt sich auf dem Dach in zwei Wetterfahnen mit den gleichen Wappen und der Jahreszahl 1733. Haupt- und Nebengebäude sind unverputzt.

## Geschichte
Der bereits 1287 urkundlich als Gerichtsort genannte Ort „Lucinchusen“ war wohl schon seit dieser Zeit Sitz eines freien Rittergutes und Adelsgeschlechts.
Im 16. Jahrhundert besaß die Familie von Mollenbeck (Müllenbach) dieses Gut neben jenem zu Steinenbrück. Caspar Adolf Moellenbeck vererbte seiner Tochter Anna beide Güter, und durch Annas Eheschließung mit Caspar von Omphal fielen sie an diese rheinischen Juristenfamilie, die 1587 aus dem Bergischen in den Raum Gummersbach gezogen war. Sie vergrößerte den Besitz in Lützinghausen im 16./17. Jahrhundert durch Landzukäufe.
1733 begann Johann Theodor Caspar von Omphal gemeinsam mit seiner Frau, den Bau eines repräsentativen Neubaus gleich neben dem mittelalterlichen Vogteihaus. Er hatte am 8. August 1725 Anna Klara Johanetta von Neuhoff, genannt Ley, geheiratet. Offenbar begann jedoch zu etwa der gleichen Zeit der wirtschaftliche Abstieg der Omphals. Das Neubauprojekt zog sich über viele Jahre hin. 1753 ist das neue Haus noch nicht vollendet, und auch 1763 existiert das mehr und mehr verfallende alte Gebäude noch.
Lange kann also das Ehepaar von Omphal/von Neuhoff nicht in Haus Lützinghausen gewohnt haben, denn 1763 erfolgte bereits der Verkauf an die aus Windhagen stammende Familie Merten. Der neue Besitzer Johann Heinrich Merten starb jedoch schon 13 Jahre später und hinterließ seine Frau Anna Gertrud mit acht unmündigen Kindern. Die Witwe konnte den Besitz nicht halten und veräußerte ihn an Johann Peter König, einen Gummersbacher Kaufmann, der bereits den Steinenbrücker Teil der Omphalschen Besitzungen erworben hatte.
Wohl erst nach 1800 kaufte Frau Merten jedoch für ihren nun erwachsenen Sohn Peter Joseph, Landvermesser von Beruf, das Gut zurück. Nachfahren derselben Familie besitzen und bewohnen noch heute das (nun allerdings seit einiger Zeit zweigeteilte) Herrenhaus. Es ist daher auch nur von außen zu besichtigen.